# Brown Bess
Brown Bess ist die volkstümliche Bezeichnung des Steinschloss-Infanterie-Gewehrs (auch: Muskete), das dem britischen Militär von etwa 1722 bis zum Ende der napoleonischen Kriege – also über einen Zeitraum von einem Jahrhundert – diente.

## Beschreibung
Es handelt sich um einen Vorderlader mit glattem, im Schaft verstiftetem Lauf im Kaliber .75 (19,05 mm). Die Waffe wurde mit Papierpatronen versorgt, die leicht unterkalibrige Rundkugeln (.69/17,526 mm) enthielten. Das erleichterte den Ladevorgang, besonders bei zunehmender Verschmutzung des Laufs durch Pulverrückstände.
Zum Laden musste der Soldat das gefaltete Ende der Patrone mit den Zähnen abbeißen und zunächst die Pulverpfanne des Batterieschlosses füllen. Das restliche Pulver wurde in den Lauf geschüttet und das Geschoss mitsamt dem Papier mittels des Ladestocks fest bis auf die Pulverladung herabgestoßen. Sodann konnte der Hahn aus der Laderast in die Feuerrast gespannt und die Waffe abgefeuert werden.

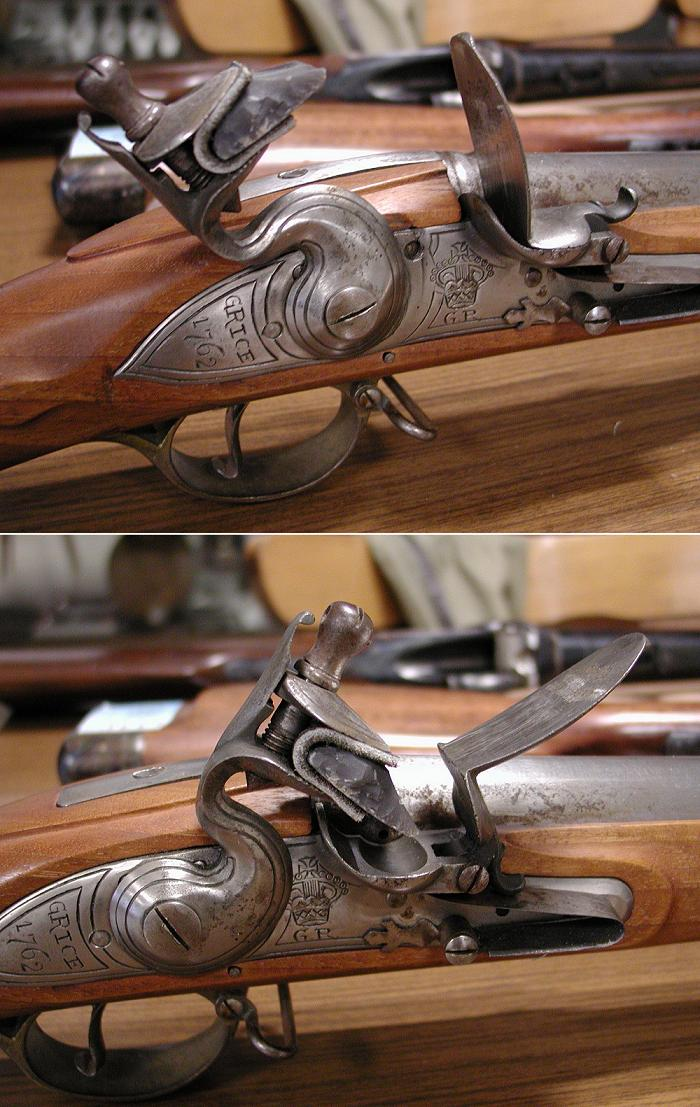
Schloss der Muskete Brown-Bess – oben: gespannt – unten: nach dem Schuss

## Versionen
Von der Brown Bess gibt es mehrere Modelle:
Zunächst entstand 1722 das King’s Pattern mit etwa 157 cm Länge, dann die Long Land Pattern Musket mit einer Gesamtlänge von 159 cm (ab 1730). 1768 wurde die Short Land Musket (New Pattern) mit einer Länge von 148 cm eingeführt. Eine gleich lange Version für die Marine wurde 1756 eingeführt. 1790 führte die East India Company das Indian Pattern ein. Gegenüber der Short Land Musket war der Lauf noch einmal um 7,6 cm verkürzt. Ab 1802 wurde das New Land Pattern produziert mit einer Länge von 148,5 cm.

## Nutzung
Preußen hatte den Stahl-Ladestock bereits 1704 eingeführt, England und später Großbritannien tat dies jedoch erst mit dem Jahr 1756.
Die Navy erhielt eigene (kürzere) Versionen: Die 1738 Sea Service Musket, die 1757 Sea Service Musket und die 1778 Sea Service Musket. Die enorme Zeitspanne, in der Brown-Bess das Standard-Militärgewehr der britischen Streitkräfte war, ist nach heutigen Maßstäben kaum nachzuvollziehen. Die Waffe war von der Zeit nach dem Spanischen Erbfolgekrieg bis nach der Schlacht von Waterloo an praktisch allen Kämpfen beteiligt, darunter dem Siebenjährigen Krieg, dem Amerikanischen Unabhängigkeitskrieg und schicksalhaften Momenten wie Clives abschließender Eroberung Bengalens in der Schlacht von Plassey (die zum Erwerb von Britisch-Indien führte).
Während der Napoleonischen Kriege war die Brown-Bess das britische Gegenstück zur Muskete Modell 1777 auf französischer Seite. Großbritannien versorgte das geschlagene Preußen heimlich mit mehreren hunderttausend Brown-Bess-Musketen (alleine am 12. Oktober 1812 insgesamt 150.000 Stück), von denen viele später zur Landwehr gegeben wurden, so dass sie in den Wirren des Jahres 1848 noch zum Einsatz kamen.
Die Bedeutung dieser Muskete liegt auch darin, dass hier zum ersten Mal ein Produkt in großer Masse bei gleichzeitiger Maßhaltigkeit hergestellt wurde, da alle Teile untereinander tauschbar waren. Insofern leistete das Board of Ordnance (BO) hier einen wichtigen Beitrag zur Industrialisierung Englands. Es gab eine Unzahl von Herstellern, das BO gab jedoch genaue Maße vor, sodass im Unterschied zu früher alle Teile annähernd gleich waren.
Es kann kaum verwundern, dass Brown-Bess im angelsächsischen Sprachraum zum geflügelten Wort wurde. Auch Kipling widmete ihr eine Ballade, deren letzte Strophe nachfolgend wiedergegeben ist:
Where old weapons are shown with their names writ beneath,
You will find her, upstanding, her back to the wall,
As stiff as a ramrod, the flint in her teeth.
And if ever we English had reason to bless
Any arm save our mothers’, that arm is Brown Bess!
Musketen dieses Typs wurden nicht ordonnanzmäßig auf Perkussion aptiert, da das Board of Ordnance bereits im Jahre 1800 die Einführung der Baker Rifle (engl. to rifle= mit Zügen versehen, also ein Gewehr mit gezogenem Lauf) für die Scharfschützenregimenter anordnete. Dieser folgte die Brunswick Rifle und dieser wiederum die 1838 Perkussion Musket, beide im Kaliber .75. Musketen wurden in Europa erst um 1840 auf Perkussion aptiert, zu diesem Zeitpunkt bestand also für England kein Bedarf für eine Aptierung, da gleich ein ganz neuer Gewehrtyp eingeführt wurde. Preußen hingegen (um nur ein Beispiel zu nennen) aptierte zunächst (natürlich aus Sparsamkeitsgründen, wozu England nicht gezwungen war) das Infanteriegewehr M/1809, das dann nach dem Krimkrieg noch mit seichten Minié-Zügen versehen wurde. Nachfolgerin der 1838 Perkussion Musket wurde 1852 die Enfield Rifled Musket, die ab 1861 ein Hinterladungssystem nach Snider erhielt und ihrerseits 1871 von dem Martini-Henry-Gewehr abgelöst wurde, dessen Nachfolger 1885, das Martini-Enfield-Gewehr, zur Einführung kam und somit das letzte Schwarzpulvergewehr der British Army war. In 71 Jahren taten also insgesamt acht Gewehrtypen in der britischen Armee Dienst (wenn man die nach Snider umgebauten Enfield Rifled Muskets mitzählt), eine Vielfalt, die ihresgleichen sucht. Dass die Brown Bess auch noch zu einem Zeitpunkt produziert wurde, als ein anderer Gewehrtyp schon eingeführt war, zeigt, wie erfolgreich ihre Konstruktion war.